# Антон Жданович
Антін Жданович (? — після 1660) — український військовий та державний діяч Гетьманської України, полковник київський (1650—1653, 1655—1656), наказний гетьман, посол до Османської імперії (1650, 1651), Речі Посполитої (1653), Московського царства (1654), генеральний суддя (1656).

## Біографія
Народився у шляхетській сім'ї на Київщині. Рід Ждановичів гербу Ястшембець походив від роду князів Довспрунгів зі Жмуді.
1648 року Жданович — сотник реєстрового Чигиринського полку, 1649 чи 1650 року призначений полковником Київським. Влітку 1651 року полк Ждановича, стояв у самому Києві. Після поразки чернігівського полковника Мартина Небаби від війська литовського гетьмана Януша Радзивілла Жданович дозволив литовцям узяти Київ без бою, розраховуючи оточити їх у самому місті та розгромити, опираючись на підтримку місцевого населення. Одначе спроба Ждановича штурмувати місто не принесла успіху.
Потім був емісаром Богдана Хмельницького для розгляду скарг посполитих на козацьке військо. Брав участь у битві під Берестечком.
За завданням гетьмана Богдана Хмельницького прибув 19 травня 1656 року до Чаусів для вивчення ситуації, її розв'язання. Московити були незадоволені місією А. Ждановича. У 1656 році Жданович отримав від царя маєток. У 1657 році Богдан Хмельницький призначив Ждановича наказним гетьманом над 20-тисячним козацьким корпусом української армії, що було послано на допомогу Карлові X Густаву і Юрієві II Ракоці. Разом із союзниками шведами й семигородцями українські вояки завоювали Варшаву. Після цього козацько-семигородське військо повернуло на схід. Після невдалої битви під Магеровом корпус Ждановича самовільно залишив Ракоці та повернувся в Україну. Хмельницький, дізнавшись про це, видає наказ стратити Ждановича та усе керівництво корпусу, серед котрого поміж інших перебував і Іван Богун. Лише навдивовижу вчасна для останніх смерть гетьмана рятує їх від кари. На Чигиринській раді Жданович з Богуном підтримують претендента на гетьманство Івана Виговського та надалі є прихильниками його політичного курсу.
Виконував дипломатичні місії до Варшави і Стамбула. Брав участь у Конотопській битві у 1659 році. Після переходу гетьманської булави до Юрія Хмельницького (вересень 1659 року) А. Жданович, як й І. Виговський, відбув до Польщі. Новий договір, який був укладений у жовтні 1659 року між Московією та Гетьманщиною, не лише «вкоротив права» останньої, а й перекреслив політичну діяльність Антіна Ждановича в Україні. Принаймні, поки остання залишалася б під «великою рукою» московських государів. У лютому 1660 року під час облоги Могилева потрапив у московський полон. Подальша доля невідома.

## Вшанування пам'яті
У Києві є вулиця Антіна Ждановича